# FIFPro
La Federación Internacional de Asociaciones de Futbolistas Profesionales (en francés, Fédération internationale des associations de footballeurs professionnels; FIFPRO) es una organización que representa a nivel mundial a 65.000 futbolistas profesionales.
La federación, con su sede central en Hoofddorp, Países Bajos, está formada por sesenta y seis asociaciones nacionales de jugadores de fútbol. También cuenta con cinco miembros candidatos y ocho observadores. El argentino Lionel Messi es el futbolista con más cantidad de apariciones en el FIFPRO World 11 Masculino (17), mientras que el portugués Cristiano Ronaldo lo sigue en el historial con 15. La francesa Wendie Renard y la inglesa Lucy Bronze son las máximas representantes del FIFPRO World 11 Femenino, con siete apariciones cada una.

## Historia
El 15 de diciembre de 1965, representantes de los sindicatos de futbolistas de Francia, Escocia, Inglaterra, Italia y los Países Bajos se reunieron en París, con el objetivo de establecer una federación internacional para los futbolistas. En la segunda quincena de junio de 1966, se celebró en Londres el primer congreso de la Federación Internacional de Asociaciones de Futbolistas Profesionales, justo antes del comienzo de la Copa Mundial de Fútbol de 1966. Allí se aprobaron los estatutos y se establecieron con precisión sus objetivos. La Federación se responsabilizó de incrementar la solidaridad entre los futbolistas profesionales y los sindicatos de futbolistas.
La Federación ofreció a los sindicatos de futbolistas y otras asociaciones afines mecanismos de consulta y cooperación mutuas para lograr sus objetivos. Además, quiso coordinar las actividades de los distintos grupos afiliados para promover los intereses de todos los futbolistas profesionales. La Federación se marcó la meta de propagar y defender los derechos de los futbolistas profesionales, centrándose en la libertad del futbolista para poder escoger el club de su elección al finalizar su contrato. La Federación apoyó al futbolista belga Jean-Marc Bosman en su cuestionamiento judicial de las normas de transferencia en el fútbol, que dio lugar a la sentencia Bosman en 1995.
Originalmente se estableció que se celebraría un congreso cada cuatro años, como mínimo, previo a la Copa Mundial de Fútbol. El congreso tuvo que mantener el curso establecido, con un voto mayoritario de dos tercios. El último congreso se celebró en Bali en noviembre de 2024.
La Federación ha evolucionado desde una organización inicialmente europea hasta convertirse en una red global. En sus esfuerzos por establecer sindicatos de futbolistas, ha apoyado fuertemente a países de Asia, África, Centroamérica, Norteamérica, Oceanía y Sudamérica.
En 2013, la Federación puso en tela de juicio el sistema de transferencias. Philippe Piat, entonces presidente de la Federación, afirmó que «el sistema de transferencias perjudica al 99 % de futbolistas de todo el mundo, perjudica al fútbol como industria y perjudica al juego más apreciado del mundo». Según el presidente de la Federación en Europa, Bobby Barnes, el 28 % del dinero recaudado por una transferencia se paga a los agentes, y muchos jugadores no son pagados dentro de plazo o no son pagados en absoluto. Barnes afirma que el problema conduce a que estos jugadores sean «objetivos vulnerables de grupos delictivos, que instigan el arreglo de partidos y ponen en riesgo la propia existencia de competiciones futbolísticas fiables». Escribiendo para la BBC, Matt Slater afirmó que «los futbolistas profesionales no disfrutan las mismas libertades que casi cualquier otro trabajador de la Unión Europea» y que «cuando los futbolistas observan el deporte estadounidense, se preguntan por qué sus perspectivas de carrera se ven limitadas por cuantías de transferencia y costes de indemnización».
En los últimos años, la  Federación se ha establecido como referencia líder en la industria del fútbol mediante sus encuestas a los jugadores y la investigación realizada en el ámbito de la conmoción cerebral
, la salud mental, el abuso en redes sociales, el seguimiento de la carga de trabajo del jugador y otras cuestiones.
La Federación pretende establecer un espacio laboral seguro para los jugadores, promoviendo sus derechos como trabajadores. La Federación introdujo nueva reglamentación para proteger los derechos de las futbolistas como madres (ya sean madres actualmente o en el futuro). Estas condiciones mínimas, acordadas por la FIFA y otros organismos rectores, ofrecen a las mujeres mayor seguridad laboral y entraron en vigor el 1 de enero de 2021.
En junio de 2024 la FIFA incorporó nuevas normas sobre las condiciones de trabajo de las futbolistas profesionales haciendo hincapié en los derechos de maternidad. La normativa, que ahora forma parte del Reglamento de la FIFA sobre el estatuto y la transferencia de jugadores, fue negociada en nombre de las futbolistas por los abogados de FIFPRO Roy Vermeer, Loïc Alves y Alexandra Gómez Bruinewoud.
En los últimos cinco años, la Federación ha intervenido reiteradamente para proteger y reforzar los derechos de los jugadores a participar en un entorno libre de acoso y de abuso sexual. La Federación defiende firmemente que se garantice que los derechos humanos protejan y salvaguarden a todas las personas, incluyendo los futbolistas. En 2021, la Federación desempeñó un papel activo en la evacuación del grupo de futbolistas y de atletas femeninas de Afganistán.

## Consejo de la Asociación
El Consejo de la Asociación de FIFPRO, compuesto por 12 miembros, ha sido confirmado oficialmente en la Asamblea General de FIFPRO celebrada en Bali, Indonesia, en noviembre de 2024.
El Consejo, que sirve a FIFPRO a nivel mundial, tiene la responsabilidad de defender los derechos laborales de más de 60.000 futbolistas masculinos y femeninos.
Está formado por personas con amplia experiencia en la industria del fútbol, lo que garantiza que el sindicato mundial de jugadores siga representando y defendiendo los intereses de los futbolistas profesionales de todo el mundo al unir la voz de más de 70 asociaciones nacionales de jugadores.
- Consejo de la Asociación: Joaquim Evangelista (Portugal), Sergio Marchi (Argentina), Maheta Molango (Inglaterra), Geremie Njitap (Camerún), Fernando Revilla (Perú), Stefano Sartori (Italia), Karin Sendel (Israel), Alejandro Sequeira (Costa Rica), David Terrier (Francia), Fraser Wishart (Escocia) y Takuya Yamazaki (Japón)
- Secretario general: Alex Phillips (asumirá oficialmente sus funciones en marzo de 2025)

## Miembros
Integran la Federación sesenta y nueve miembros de pleno derecho y tres candidatos. Con su progresión al siguiente nivel, los nuevos miembros firman un contrato de afiliación que promueve la lealtad, la integridad y la equidad, así como los principios de buena gobernanza, incluyendo comunicaciones abiertas y transparentes, procesos democráticos, comprobaciones y balances, solidaridad y responsabilidad social corporativa.

### Miembros de pleno derecho
| País                            | Nombre del sindicato/asociación                                             | Miembro desde | FIFPRO                                                |
| ------------------------------- | --------------------------------------------------------------------------- | ------------- | ----------------------------------------------------- |
| Argentina                       | Futbolistas Argentinos Agremiados (FAA)                                     | 2019          |                                                       |
| Australia                       | Professional Footballers Australia (PFA)                                    | 1999          |                                                       |
| Austria                         | Vereinigung der Fussballer (VdF)                                            | 2019          |                                                       |
| Bélgica                         | United Athletes (UA)                                                        | 1992          |                                                       |
| Bolivia                         | Federación Sindical de Futbolistas Profesionales de Bolivia (FABOL)         | 2007          |                                                       |
| Bosnia y Herzegovina            | Sindikat Profesionalnih Fudbalera u Bosni i Hercegovini (SPFBiH)            | 2020          |                                                       |
| Botsuana                        | Footballers Union of Botswana (FUB)                                         | 2016          |                                                       |
| Bulgaria                        | Association of Bulgarian Footballers (ABF)                                  | 2008          |                                                       |
| Camerún                         | Syndicat National des Footballeurs Camerounais (SYNAFOC)                    | 2001          |                                                       |
| Chile                           | Sindicato Interempresa de Futbolistas Profesionales de Chile (SIFUP)        | 2005          |                                                       |
| Colombia                        | Asociación Colombiana de Futbolistas Profesionales (ACOLFUTPRO)             | 2007          |                                                       |
| Costa Rica                      | Asociación de Jugadores Profesionales (ASOJUPRO)                            | 2011          |                                                       |
| Croacia                         | Hrvatska Udruga Nogometni Sindikat (HUNS)                                   | 2012          |                                                       |
| Chipre                          | Pancyprian Footballers Association (PASP)                                   | 2005          |                                                       |
| Dinamarca                       | Spillerforeningen                                                           | 1993          |                                                       |
| Egipto                          | Egyptian Professional Footballers Association (EPFA)                        | 2002          |                                                       |
| Escocia                         | Professional Footballers' Association Scotland (PFA Scotland)               | 1965          |                                                       |
| Eslovaquia                      | Únia Futbalových Profesionálov (UFP)                                        | 2021          |                                                       |
| Eslovenia                       | Sindikat Profesionalnih Igralcev Nogometa Slovenije (SPINS)                 | 2005          |                                                       |
| España                          | Asociación de Futbolistas Españoles (AFE)                                   | 1978          |                                                       |
| Estados Unidos de América       | Major League Soccer Players Association (MLS Players Association)           | 2006          |                                                       |
| Inglaterra                      | Professional Footballers' Association (PFA)                                 | 1965          |                                                       |
| Finlandia                       | Jalkapallon Pelaajayhdistys (JPY)                                           | 2001          |                                                       |
| Francia                         | Union Nationale des Footballeurs Professionnels (UNFP)                      | 1965          |                                                       |
| Gabón                           | Association Nationale des Footballeurs Professionnels du Gabon (ANFPG)      | 2017          |                                                       |
| Ghana                           | Professional Footballers Association of Ghana (PFAG)                        | 2013          |                                                       |
| Grecia                          | Panhellenic Professional Football Players Association (PSAPP)               | 1977          |                                                       |
| Guatemala                       | Sindicato de Futbolistas Profesionales de Guatemala (SIFUPGUA)              | 2014          |                                                       |
| Honduras                        | Asociación de Futbolistas de Honduras (AFHO)                                | 2017          |                                                       |
| Hungría                         | Hivatásos Labdarúgók Szervezete (HLSZ)                                      | 1996          |                                                       |
| Indonesia                       | Asosiasi Pesepakbola Profesional Indonesia (APPI)                           | 2009          |                                                       |
| India                           | Football Players' Association of India (FPAI)                               | 2009          |                                                       |
| Irlanda                         | Professional Footballers' Association of Ireland (PFAI)                     | 1996          |                                                       |
| Islandia                        | Leikmannasamtök Íslands / Icelandic PFA (IPFA)                              | 2024          |                                                       |
| Israel                          | Israel Football Players Organization (IFPO)                                 | 2016          |                                                       |
| Italia                          | Associazione Italiana Calciatori (AIC)                                      | 1968          |                                                       |
| Japón                           | Japan Pro-footballers Association (JPFA)                                    | 2000          |                                                       |
| Kenia                           | Kenya Footballers Welfare Association (KEFWA)                               | 2018          |                                                       |
| Kirguistán                      | Association of Professional Football Players of the Kyrgyz Republic (APFKR) | 2024          |                                                       |
| Macedonia del Norte             | Sindikat na fudbaleri na Makedonija (SFM)                                   | 2017          |                                                       |
| Malasia                         | Professional Footballers Association of Malaysia (PFAM)                     | 2019          |                                                       |
| Malta                           | Malta Football Players Association (MFPA)                                   | 2014          |                                                       |
| Marruecos                       | Union Marocaine des Footballeurs Professionnels (UMFP)                      | 2019          |                                                       |
| México                          | Asociación Mexicana de Futbolistas (AMFpro)                                 | 2018          |                                                       |
| Montenegro                      | Sindikat Profesionalnih Fudbalera Crne Gore (SPFCG)                         | 2012          |                                                       |
| Nueva Zelanda                   | New Zealand Professional Footballers' Association (NZPFA)                   | 2004          |                                                       |
| Noruega                         | Norske Idrettsutøveres Sentralorganisasjon (NISO)                           | 2019          | Archivado el 27 de agosto de 2023 en Wayback Machine. |
| Países Bajos                    | Vereniging van Contractspelers (VVCS)                                       | 1965          |                                                       |
| Panamá                          | Asociación de Futbolistas de Panamá (AFUTPA)                                | 2018          |                                                       |
| Paraguay                        | Futbolistas Asociados del Paraguay (FAP)                                    | 2013          |                                                       |
| Perú                            | Agremiación de Futbolistas Profesionales del Perú (SAFAP)                   | 2002          |                                                       |
| Polonia                         | Polski Zwiazek Pilkarzy (PZP)                                               |               |                                                       |
| Portugal                        | Sindicato dos Jogadores Profissionais de Futebol (SJPF)                     | 1985          |                                                       |
| Qatar                           | Qatar Players Association (QPA)                                             | 2018          |                                                       |
| República Checa                 | Czech Association of Football Players (ČAFH)                                | 2012          |                                                       |
| República de Corea              | Korea Pro-Footballer's Association (KPFA)                                   | 2019          |                                                       |
| República Democrática del Congo | Union des Footballeurs du Congo (UFC)                                       | 2010          |                                                       |
| Rumania                         | Asociatia Fotbalistilor Amatori si Nonamatori (AFAN)                        | 1998          |                                                       |
| Serbia                          | Sindikat Profesionalnih Fudbalera Nezavisnost (SPFN)                        | 2009          |                                                       |
| Sudáfrica                       | South African Football Players Union (SAFPU)                                | 2002          |                                                       |
| Suecia                          | Spelarföreningen Fotboll i Sverige - Svenska Fotbollsspelare (SFS)          | 1990          | Archivado el 27 de agosto de 2023 en Wayback Machine. |
| Suiza                           | Swiss Association of Football Players (SAFP)                                | 2002          |                                                       |
| Turquía                         | Turkish Professional Footballers Association (TPFD)                         | 2019          |                                                       |
| Ucrania                         | All-Ukrainian Association of Professional Football Players (AUAPFP)         | 2014          |                                                       |
| Uruguay                         | Mutual Uruguaya de Futbolistas Profesionales (MUFP)                         | 2019          |                                                       |
| Uzbekistán                      | Uzbekistan Footballers Union (UFU)                                          | 2024          |                                                       |
| Venezuela                       | Asociación Única de Futbolistas Profesionales de Venezuela (AUFPV)          | 2014          |                                                       |
| Zambia                          | Footballers and Allied Workers Union of Zambia (FAWUZ)                      | 2019          |                                                       |
| Zimbabue                        | Footballers Union of Zimbabwe (FUZ)                                         | 2010          |                                                       |

### Candidatos
| País              | Nombre del sindicato/asociación                                               | Miembro desde | FIFPRO |
| ----------------- | ----------------------------------------------------------------------------- | ------------- | ------ |
| Canadá            | Professional Footballers Association Canada (PFACan)                          |               |        |
| Irlanda del Norte | Professional Footballers' Association Northern Ireland (PFA Northern Ireland) | 2023          |        |
| Lituania          | Profesionalių futbolininkų asociacija (PFA Lietuva)                           | 2024          |        |

## Premios
FIFPRO invita a los y las futbolistas profesionales a componer el mejor equipo masculino y el mejor equipo femenino del año, denominado originalmente como FIFPRO World 11 (conocido también como el FIFPRO World XI). Entre 2009 y 2023, el sindicato mundial de futbolistas unió sus fuerzas a las de la FIFA. Aunque el formato continuó siendo el mismo, el nombre del premio cambió durante ese periodo al de FIFA FIFPRO World 11.
Cada año, FIFPRO y sus sindicatos afiliados entregan enlaces únicos a los jugadores y jugadoras de todos los clubes del fútbol profesional del mundo. Esos enlaces son el acceso a la plataforma digital de votación. Luego del recuento de votos, se revela cada World 11, formado por un/a guardameta, tres defensas, tres centrocampistas y tres delanteros/as. Los elegidos son los que mayor número de votos recogieron en base a sus posiciones en el campo. Se asigna un puesto restante al siguiente jugador/a que haya sumado la cantidad más grande de votos entre los que no alcanzaron a integrar el equipo estelar. 
De 2005 a 2008, FIFPRO solicitó también a los futbolistas que eligieran al Mejor Futbolista del Año de FIFPRO. A partir de 2009, la elección del Jugador del Año de FIFPRO se fusionó con la del Jugador del Año de la FIFA, y en 2010 se combinó con el premio francés Balón de Oro, convirtiéndose en el Balón de Oro de la FIFA.
En 2014, FIFPRO lanzó un Comité para el Fútbol femenino. En febrero de 2016 se lanzó el FIFPRO World 11 Femenino.
 Mujeres futbolistas de 33 nacionalidades y de más de 20 países participaron en la votación para seleccionar a una guardameta, cuatro defensas, tres centrocampistas y tres delanteras. Entre 2019 y 2023, el FIFPRO World 11 Femenino se dio a conocer en el mismo escenario en que se entregaron los Premios The Best de la FIFA.
A partir de la edición 2024, FIFPRO gestiona el premio de forma independiente, volviendo a su nombre original FIFPRO World 11.
El FIFPRO World 11 se da a conocer a través de las plataformas digitales de FIFPRO. Mientras duró la sociedad con la FIFA, se entregaron en la gala de los Premios The Best de la FIFA y, previamente, en el Balón de Oro de la FIFA.

### FIFPRO World 11 Masculino

#### Ganadores
Los futbolistas marcados en negrita ganaron también el Jugador del Año de la FIFA (2005–2009), el Balón de Oro de la FIFA (2010–2015) o el Premio The Best al Jugador de la FIFA (2016–actualidad) en el mismo año.
| Año  | Arqueros (club)                                  | Defensores (clubs) | Mediocampistas (clubs)                                                                                             | Delanteros (clubs) |
| ---- | ------------------------------------------------ | --- | --- | --- |
| 2005 | Dida (Milan)                                     | Paolo Maldini (Milan) John Terry (Chelsea) Alessandro Nesta (Milan) Cafu (Milan)                                                       | Zinedine Zidane (Real Madrid) Claude Makélélé (Chelsea) Frank Lampard (Chelsea)                                    | Ronaldinho (Barcelona) Samuel Eto'o (Barcelona) Andriy Shevchenko (Milan)                                                                                         |
| 2006 | Gianluigi Buffon (Juventus)                      | Gianluca Zambrotta (Juventus/Barcelona) John Terry (Chelsea) Fabio Cannavaro (Juventus/Real Madrid) Lilian Thuram (Juventus/Barcelona) | Zinedine Zidane (Real Madrid) Kaká (Milan) Andrea Pirlo (Milan)                                                    | Ronaldinho (Barcelona) Samuel Eto'o (Barcelona) Thierry Henry (Arsenal)                                                                                           |
| 2007 | Gianluigi Buffon (Juventus)                      | Alessandro Nesta (Milan) John Terry (Chelsea) Fabio Cannavaro (Real Madrid) Carles Puyol (Barcelona)                                   | Cristiano Ronaldo (Manchester United) Kaká (Milan) Steven Gerrard (Liverpool)                                      | Ronaldinho (Barcelona) Didier Drogba (Chelsea) Lionel Messi (Barcelona)                                                                                           |
| 2008 | Iker Casillas (Real Madrid)                      | Rio Ferdinand (Manchester United) John Terry (Chelsea) Carles Puyol (Barcelona) Sergio Ramos (Real Madrid)                             | Kaká (Milan) Xavi (Barcelona) Steven Gerrard (Liverpool)                                                           | Cristiano Ronaldo (Manchester United) Fernando Torres (Liverpool) Lionel Messi (Barcelona)                                                                        |
| 2009 | Iker Casillas (Real Madrid)                      | Patrice Evra (Manchester United) John Terry (Chelsea) Nemanja Vidić (Manchester United) Dani Alves (Barcelona)                         | Andrés Iniesta (Barcelona) Xavi (Barcelona) Steven Gerrard (Liverpool)                                             | Cristiano Ronaldo (Manchester United/Real Madrid) Fernando Torres (Liverpool) Lionel Messi (Barcelona)                                                            |
| 2010 | Iker Casillas (Real Madrid)                      | Carles Puyol (Barcelona) Gerard Piqué (Barcelona) Lúcio (Inter Milan) Maicon (Inter Milan)                                             | Andrés Iniesta (Barcelona) Xavi (Barcelona) Wesley Sneijder (Inter Milan)                                          | Cristiano Ronaldo (Real Madrid) David Villa (Valencia/Barcelona) Lionel Messi (Barcelona)                                                                         |
| 2011 | Iker Casillas (Real Madrid)                      | Sergio Ramos (Real Madrid) Gerard Piqué (Barcelona) Nemanja Vidić (Manchester United) Dani Alves (Barcelona)                           | Andrés Iniesta (Barcelona) Xavi (Barcelona) Xabi Alonso (Real Madrid)                                              | Cristiano Ronaldo (Real Madrid) Wayne Rooney (Manchester United) Lionel Messi (Barcelona)                                                                         |
| 2012 | Iker Casillas (Real Madrid)                      | Marcelo (Real Madrid) Sergio Ramos (Real Madrid) Gerard Piqué (Barcelona) Dani Alves (Barcelona)                                       | Andrés Iniesta (Barcelona) Xavi (Barcelona) Xabi Alonso (Real Madrid)                                              | Cristiano Ronaldo (Real Madrid) Radamel Falcao (Atlético Madrid) Lionel Messi (Barcelona)                                                                         |
| 2013 | Manuel Neuer (Bayern de Múnich)                  | Philipp Lahm (Bayern Munich) Sergio Ramos (Real Madrid) Thiago Silva (Paris Saint-Germain) Dani Alves (Barcelona)                      | Andrés Iniesta (Barcelona) Xavi (Barcelona) Franck Ribéry (Bayern Munich)                                          | Cristiano Ronaldo (Real Madrid) Zlatan Ibrahimović (Paris Saint-Germain) Lionel Messi (Barcelona)                                                                 |
| 2014 | Manuel Neuer (Bayern de Múnich)                  | Philipp Lahm (Bayern Munich) Sergio Ramos (Real Madrid) Thiago Silva (Paris Saint-Germain) David Luiz (Chelsea/Paris Saint-Germain)    | Andrés Iniesta (Barcelona) Toni Kroos (Bayern Munich/Real Madrid) Ángel Di María (Real Madrid/Manchester United)   | Cristiano Ronaldo (Real Madrid) Arjen Robben (Bayern Munich) Lionel Messi (Barcelona)                                                                             |
| 2015 | Manuel Neuer (Bayern de Múnich)                  | Marcelo (Real Madrid) Sergio Ramos (Real Madrid) Thiago Silva (Paris Saint-Germain) Dani Alves (Barcelona)                             | Andrés Iniesta (Barcelona) Paul Pogba (Juventus) Luka Modrić (Real Madrid)                                         | Cristiano Ronaldo (Real Madrid) Neymar (Barcelona) Lionel Messi (Barcelona)                                                                                       |
| 2016 | Manuel Neuer (Bayern de Múnich)                  | Marcelo (Real Madrid) Sergio Ramos (Real Madrid) Gerard Piqué (Barcelona) Dani Alves (Barcelona/Juventus)                              | Andrés Iniesta (Barcelona) Toni Kroos (Real Madrid) Luka Modrić (Real Madrid)                                      | Cristiano Ronaldo (Real Madrid) Luis Suárez (Barcelona) Lionel Messi (Barcelona)                                                                                  |
| 2017 | Gianluigi Buffon (Juventus)                      | Marcelo (Real Madrid) Sergio Ramos (Real Madrid) Leonardo Bonucci (Juventus/Milan) Dani Alves (Juventus/Paris Saint-Germain)           | Andrés Iniesta (Barcelona) Toni Kroos (Real Madrid) Luka Modrić (Real Madrid)                                      | Cristiano Ronaldo (Real Madrid) Neymar (Barcelona/Paris Saint-Germain) Lionel Messi (Barcelona)                                                                   |
| 2018 | David de Gea (Manchester United)                 | Marcelo (Real Madrid) Sergio Ramos (Real Madrid) Raphaël Varane (Real Madrid) Dani Alves (Paris Saint-Germain)                         | Eden Hazard (Chelsea) N'Golo Kanté (Chelsea) Luka Modrić (Real Madrid)                                             | Cristiano Ronaldo (Real Madrid/Juventus) Kylian Mbappé (Paris Saint-Germain) Lionel Messi (Barcelona)                                                             |
| 2019 | Alisson (Liverpool)                              | Marcelo (Real Madrid) Sergio Ramos (Real Madrid) Virgil van Dijk (Liverpool) Matthijs de Ligt (Ajax/Juventus)                          | Eden Hazard (Chelsea/Real Madrid) Frenkie de Jong (Ajax/Barcelona) Luka Modrić (Real Madrid)                       | Cristiano Ronaldo (Juventus) Kylian Mbappé (Paris Saint-Germain) Lionel Messi (Barcelona)                                                                         |
| 2020 | Alisson (Liverpool)                              | Alphonso Davies (Bayern Munich) Sergio Ramos (Real Madrid) Virgil van Dijk (Liverpool) Trent Alexander-Arnold (Liverpool)              | Thiago (Bayern Munich/Liverpool) Kevin De Bruyne (Manchester City) Joshua Kimmich (Bayern Munich)                  | Cristiano Ronaldo (Juventus) Robert Lewandowski (Bayern Munich) Lionel Messi (Barcelona)                                                                          |
| 2021 | Gianluigi Donnarumma (Milan/Paris Saint-Germain) | David Alaba (Bayern Munich/Real Madrid) Leonardo Bonucci (Juventus) Rúben Dias (Manchester City)                                       | Jorginho (Chelsea) N'Golo Kanté (Chelsea) Kevin De Bruyne (Manchester City)                                        | Cristiano Ronaldo (Juventus/Manchester United) Erling Haaland (Borussia Dortmund) Robert Lewandowski (Bayern Munich) Lionel Messi (Barcelona/Paris Saint-Germain) |
| 2022 | Thibaut Courtois (Real Madrid)                   | João Cancelo (Manchester City/Bayern Munich) Virgil van Dijk (Liverpool) Achraf Hakimi (Paris Saint-Germain)                           | Casemiro (Real Madrid/Manchester United) Kevin De Bruyne (Manchester City) Luka Modrić (Real Madrid)               | Karim Benzema (Real Madrid) Erling Haaland (Borussia Dortmund/Manchester City) Kylian Mbappé (Paris Saint-Germain) Lionel Messi (Paris Saint-Germain)             |
| 2023 | Thibaut Courtois (Real Madrid)                   | John Stones (Manchester City) Rúben Dias (Manchester City) Kyle Walker (Manchester City)                                               | Jude Bellingham (Borussia Dortmund/Real Madrid) Kevin De Bruyne (Manchester City) Bernardo Silva (Manchester City) | Vinícius Júnior (Real Madrid) Kylian Mbappé (Paris Saint-Germain) Erling Haaland (Manchester City) Lionel Messi (Paris Saint-Germain/Inter Miami)                 |
| 2024 | Ederson (Manchester City)                        | Dani Carvajal (Real Madrid) Virgil van Dijk (Liverpool) Antonio Rüdiger (Real Madrid)                                                  | Jude Bellingham (Real Madrid) Kevin De Bruyne (Manchester City) Toni Kroos (Real Madrid) Rodri (Manchester City)   | Vinícius Júnior (Real Madrid) Kylian Mbappé (Paris Saint-Germain) Erling Haaland (Manchester City)                                                                |

#### Presencias por futbolista
| Posición | Futbolista        | Presencias | Años                                                                                                 | Club(s)                                     |
| -------- | ----------------- | ---------- | --- | ------------------------------------------- |
| 1        | Lionel Messi      | 17         | 2007, 2008, 2009, 2010, 2011, 2012, 2013, 2014, 2015, 2016, 2017, 2018, 2019, 2020, 2021, 2022, 2023 | Barcelona, Paris Saint-Germain, Inter Miami |
| 2        | Cristiano Ronaldo | 15         | 2007, 2008, 2009, 2010, 2011, 2012, 2013, 2014, 2015, 2016, 2017, 2018, 2019, 2020, 2021             | Manchester United, Real Madrid, Juventus    |
| 3        | Sergio Ramos      | 11         | 2008, 2011, 2012, 2013, 2014, 2015, 2016, 2017, 2018, 2019, 2020                                     | Real Madrid                                 |
| 4        | Andrés Iniesta    | 9          | 2009, 2010, 2011, 2012, 2013, 2014, 2015, 2016, 2017                                                 | Barcelona                                   |
| 5        | Dani Alves        | 8          | 2009, 2011, 2012, 2013, 2015, 2016, 2017, 2018                                                       | Barcelona, Juventus, Paris Saint-Germain    |
| 6        | Xavi              | 6          | 2008, 2009, 2010, 2011, 2012, 2013                                                                   | Barcelona                                   |
| 6        | Luka Modrić       | 6          | 2015, 2016, 2017, 2018, 2019, 2022                                                                   | Real Madrid                                 |
| 6        | Marcelo           | 6          | 2012, 2015, 2016, 2017, 2018, 2019                                                                   | Real Madrid                                 |
| 9        | John Terry        | 5          | 2005, 2006, 2007, 2008, 2009                                                                         | Chelsea                                     |
| 9        | Iker Casillas     | 5          | 2008, 2009, 2010, 2011, 2012                                                                         | Real Madrid                                 |
| 9        | Kylian Mbappé     | 5          | 2018, 2019, 2022, 2023, 2024                                                                         | Paris Saint-Germain, Real Madrid            |
| 9        | Kevin De Bruyne   | 5          | 2020, 2021, 2022, 2023, 2024                                                                         | Manchester City                             |
| 13       | Gerard Piqué      | 4          | 2010, 2011, 2012, 2016                                                                               | Barcelona                                   |
| 13       | Manuel Neuer      | 4          | 2013, 2014, 2015, 2016                                                                               | Bayern Munich                               |
| 13       | Toni Kroos        | 4          | 2014, 2016, 2017, 2024                                                                               | Bayern Munich, Real Madrid                  |
| 13       | Virgil van Dijk   | 4          | 2019, 2020, 2022, 2024                                                                               | Liverpool                                   |
| 13       | Erling Haaland    | 4          | 2021, 2022, 2023, 2024                                                                               | Manchester City                             |
| 18       | Ronaldinho        | 3          | 2005, 2006, 2007                                                                                     | Barcelona                                   |
| 18       | Kaká              | 3          | 2006, 2007, 2008                                                                                     | Milan                                       |
| 18       | Gianluigi Buffon  | 3          | 2006, 2007, 2017                                                                                     | Juventus                                    |
| 18       | Steven Gerrard    | 3          | 2007, 2008, 2009                                                                                     | Liverpool                                   |
| 18       | Carles Puyol      | 3          | 2007, 2008, 2010                                                                                     | Barcelona                                   |
| 18       | Thiago Silva      | 3          | 2013, 2014, 2015                                                                                     | Paris Saint-Germain                         |

#### Presencias por club
Los jugadores marcados en itálica han tenido presencias en el FIFA FIFPRO World 11 masculino con diferentes clubes. Las apariciones están separadas por club.
| Posición | Club                | Presencias | Futbolistas (presencias) |
| -------- | ------------------- | ---------- | --- |
| 1        | Real Madrid         | 63         | Ramos (11), C. Ronaldo (10), Marcelo (6), Modrić (6), Casillas (5), Kroos (4), Alonso (2), Bellingham (2), Cannavaro (2), Courtois (2), Vinícius Jr (2), Zidane (2), Alaba (1), Benzema (1), Carvajal (1), Casemiro (1), Di María (1), Hazard (1), Mbappé (1), Rüdiger (1), Varane (1), |
| 2        | Barcelona           | 55         | Lionel Messi (15), Iniesta (9), Xavi (6), Dani Alves (6), Piqué (4), Puyol (3), Ronaldinho (3), Eto'o (2), Neymar (2), Thuram (1), Villa (1), Zambrotta (1), Suárez (1), De Jong (1) |
| 3        | Paris Saint-Germain | 18         | Mbappé (5), Thiago Silva (3), Messi (3), Dani Alves (2) Ibrahimović (1), David Luiz (1), Neymar (1), Donnarumma (1), Hakimi (1) |
| 4        | Manchester City     | 17         | De Bruyne (5), Haaland (4), Dias (2), Cancelo (1), Silva (1), Ederson (1), Rodri (1), Stones (1), Walker (1) |
| 5        | Bayern Munich       | 16         | Neuer (4), Lahm (2), Lewandowski (2), Ribéry (1), Robben (1), Kroos (1), Kimmich (1), Thiago (1), Davies (1), Alaba (1), Cancelo (1) |
| 5        | Juventus            | 16         | C. Ronaldo (4), Buffon (3), Dani Alves (2), Bonucci (2), Cannavaro (1), Thuram (1), Zambrotta (1), Pogba (1), De Ligt |
| 7        | Chelsea             | 14         | Terry (5), Hazard (2), Kanté (2), Drogba (1), Lampard (1), Makélélé (1), David Luiz (1), Jorginho (1) |
| 8        | Liverpool           | 13         | Van Dijk (4), Gerrard (3), Torres (2), Becker (2), Alexander-Arnold (1), Thiago (1) |
| 9        | Manchester United   | 12         | C. Ronaldo (4), Vidić (2), Ferdinand (1), Evra (1), Rooney (1), Di María (1), De Gea (1), Casemiro (1) |
| 9        | Milan               | 12         | Kaká (3), Nesta (2), Cafu (1), Dida (1), Maldini (1), Pirlo (1), Shevchenko (1), Bonucci (1), Donnarumma (1) |
| 11       | Borussia Dortmund   | 3          | Haaland (2), Bellingham (1) |
| 11       | Inter Milan         | 3          | Lúcio (1), Maicon (1), Sneijder (1) |
| 13       | Ajax                | 2          | De Jong (1), De Ligt (1) |
| 14       | Arsenal             | 1          | Henry (1) |
| 14       | Atlético Madrid     | 1          | Falcao (1) |
| 14       | Inter Miami         | 1          | Messi (1) |
| 14       | Valencia            | 1          | Villa (1) |

#### Presencias por nacionalidad
| Posición | País            | Presencias | Futbolistas (presencias) |
| -------- | --------------- | ---------- | --- |
| 1        | España          | 47         | Ramos (11), Iniesta (9), Xavi (6), Casillas (5), Piqué (4), Puyol (3), Alonso (2), Torres (2), Carvajal (1), De Gea (1), Rodri (1), Thiago (1), Villa (1),                                                 |
| 2        | Brasil          | 36         | Dani Alves (8), Marcelo (6), Kaká (3), Ronaldinho (3), Thiago Silva (3), Alisson (2), Neymar (2), Vinícius Júnior (2) Cafu (1), Casemiro (1), David Luiz (1), Dida (1), Ederson (1), Lúcio (1), Maicon (1) |
| 3        | Portugal        | 19         | C. Ronaldo (15), Dias (2), Cancelo (1), Silva (1) |
| 4        | Argentina       | 18         | Messi (17), Di María (1) |
| 5        | Francia         | 17         | Mbappé (5), Zidane (2), Kanté (2), Benzema (1), Evra (1), Henry (1), Makélélé (1), Pogba (1), Ribéry (1), Thuram (1), Varane (1)                                                                           |
| 6        | Inglaterra      | 16         | Terry (5), Gerrard (3), Bellingham (2), Ferdinand (1), Lampard (1), Rooney (1), Alexander-Arnold (1), Stones (1), Walker (1)                                                                               |
| 7        | Italia          | 14         | Buffon (3), Nesta (2), Cannavaro (2), Bonucci (2), Maldini (1), Pirlo (1), Zambrotta (1), Donnarumma (1), Jorginho (1)                                                                                     |
| 8        | Alemania        | 12         | Kroos (4), Neuer (4), Lahm (2), Kimmich (1),Rüdiger (3), |
| 9        | Bélgica         | 9          | De Bruyne (4), Courtois (2), Hazard (2) |
| 10       | Países Bajos    | 8          | Van Dijk (4), Robben (1), Sneijder (1), De Ligt (1), De Jong (1) |
| 11       | Croacia         | 6          | Modrić (6) |
| 12       | Noruega         | 4          | Haaland (4) |
| 13       | Camerún         | 2          | Eto'o (2) |
| 13       | Polonia         | 2          | Lewandowski (2) |
| 13       | Serbia          | 2          | Vidić (2) |
| 16       | Canadá          | 1          | Davies (1) |
| 16       | Colombia        | 1          | Falcao (1) |
| 16       | Costa de Marfil | 1          | Drogba (1) |
| 16       | Marruecos       | 1          | Hakimi (1) |
| 16       | Suecia          | 1          | Ibrahimović (1) |
| 16       | Ucrania         | 1          | Shevchenko (1) |
| 16       | Uruguay         | 1          | Suárez (1) |
| 16       | Austria         | 1          | Alaba (1) |

#### Presencias por región
| Posición | Región                      | Presencias | Países (presencias) |
| -------- | --------------------------- | ---------- | --- |
| 1        | Europa                      | 159        | España (47), Portugal (19), Francia (17), Inglaterra (18), Italia (14), Alemania (12), Bélgica (9), Países Bajos (8), Croacia (6), Noruega (4), Serbia (2), Polonia (2), Suecia (1), Ucrania (1) |
| 4        | Sudamérica                  | 54         | Brasil (36), Argentina (18), Colombia (1), Uruguay (1) |
| 3        | África                      | 4          | Camerún (2), Costa de Marfil (1), Marruecos (1) |
| 4        | América del Norte y Central | 1          | Canadá (1) |

### FIFPRO World 11 Femenino

#### Ganadoras
Las futbolistas marcadas en negrita ganaron también el Jugadora del Año de la FIFA (2001–2015) o el Premio The Best a la Jugadora de la FIFA (2016–actualidad) en el mismo año.
| Año  | Arqueras (club)                               | Defensoras (clubs) | Mediocampistas (clubs)                                                                               | Delanteras (clubs) |
| ---- | --------------------------------------------- | --- | --- | --- |
| 2015 | Hope Solo (Seattle Reign)                     | Wendie Renard (Lyon) Meghan Klingenberg (Houston Dash) Kadeisha Buchanan (West Virginia Mountaineers) Julie Johnston (Chicago Red Stars) | Carli Lloyd (Houston Dash) Amandine Henry (Lyon) Aya Miyama (Okayama Yunogo Belle)                   | Célia Šašić (Fráncfort) Eugenie Le Sommer (Lyon) Anja Mittag (Rosengård/Paris Saint-Germain)                                                |
| 2016 | Hope Solo (Seattle Reign)                     | Ali Krieger (Orlando Pride) Wendie Renard (Lyon) Nilla Fischer (VfL Wolfsburg) Leonie Maier (Bayern de Múnich)                           | Marta (Rosengård) Carli Lloyd (Houston Dash) Dzsenifer Marozsán (Frankfurt/Lyon)                     | Eugénie Le Sommer (Lyon) Ada Hegerberg (Lyon) Alex Morgan (Orlando Pride)                                                                   |
| 2017 | Hedvig Lindahl (Chelsea)                      | Lucy Bronze (Manchester City/Lyon) Wendie Renard (Lyon) Nilla Fischer (VfL Wolfsburg) Irene Paredes (Paris Saint-Germain)                | Marta (Orlando Pride) Camille Abily (Lyon) Dzsenifer Marozsán (Lyon)                                 | Pernille Harder (VfL Wolfsburg) Alex Morgan (Lyon/Orlando Pride) Lieke Martens (Rosengård/Barcelona)                                        |
| 2019 | Sari van Veenendaal (Arsenal/Atlético Madrid) | Wendie Renard (Lyon) Lucy Bronze (Lyon) Kelley O'Hara (Utah Royals) Nilla Fischer (VfL Wolfsburg/Linköpings)                             | Amandine Henry (Lyon) Rose Lavelle (Washington Spirit) Julie Ertz (Chicago Red Stars)                | Alex Morgan (Orlando Pride) Megan Rapinoe (Seattle Reign) Marta] (Orlando Pride)                                                            |
| 2020 | Christiane Endler (Paris Saint-Germain)       | Millie Bright (Chelsea) Lucy Bronze (Lyon/Manchester City) Wendie Renard (Lyon)                                                          | Barbara Bonansea (Juventus) Verónica Boquete (Utah Royals/Milan) Delphine Cascarino (Lyon)           | Pernille Harder (VfL Wolfsburg/Chelsea) Tobin Heath (Portland Thorns/Manchester United) Vivianne Miedema (Arsenal) Megan Rapinoe (OL Reign) |
| 2021 | Christiane Endler (Paris Saint-Germain/Lyon)  | Lucy Bronze (Manchester City) Millie Bright (Chelsea) Magdalena Eriksson (Chelsea) Wendie Renard (Lyon)                                  | Estefanía Banini (Levante/Atlético Madrid) Barbara Bonansea (Juventus) Carli Lloyd (NJ/NY Gotham FC) | Marta (Orlando Pride) Vivianne Miedema (Arsenal) Alex Morgan (Tottenham Hotspur/Orlando Pride/San Diego Wave FC)                            |
| 2022 | Christiane Endler (Lyon)                      | Lucy Bronze (Manchester City/Barcelona) Mapi León (Barcelona) Wendie Renard (Lyon) Leah Williamson (Arsenal)                             | Lena Oberdorf (VfL Wolfsburg) Alexia Putellas (Barcelona) Keira Walsh (Manchester City/Barcelona)    | Sam Kerr (Chelsea) Beth Mead (Arsenal) Alex Morgan (Orlando Pride/San Diego Wave FC)                                                        |
| 2023 | Mary Earps (Manchester United)                | - Lucy Bronze (Barcelona) - Olga Carmona (Real Madrid) - Alex Greenwood (Manchester City)                                                | - Ella Toone (Manchester United) - Keira Walsh (Barcelona) - Aitana Bonmatí (Barcelona)              | Lauren James (Chelsea) \| Sam Kerr (Chelsea) \| Alex Morgan (San Diego Wave FC) \| Alessia Russo (Manchester United/Arsenal)                |
| 2024 | Mary Earps (Manchester United)/PSG)           | - Lucy Bronze (Barcelona) - Olga Carmona (Real Madrid) - Alex Greenwood (Manchester City)                                                | - Alexia Putellas (Barcelona) - Keira Walsh (Barcelona) - Aitana Bonmatí (Barcelona)                 | - Lauren James (Chelsea) - Linda Caicedo (Real Madrid) - Marta (Orlando Pride) - Barbra Banda (Shanghái Shengli / Orlando Pride)            |

#### Presencias por futbolista
| Posición | Futbolista         | Presencias | Años                                     | Club(s)                                                |
| -------- | ------------------ | ---------- | ---------------------------------------- | ------------------------------------------------------ |
| 1        | Wendie Renard      | 7          | 2015, 2016, 2017, 2019, 2020, 2021, 2022 | Lyon                                                   |
| 1        | Lucy Bronze        | 7          | 2017, 2019, 2020, 2021, 2022, 2023, 2024 | Manchester City, Lyon, Barcelona, Chelsea              |
| 3        | Alex Morgan        | 6          | 2016, 2017, 2019, 2021, 2022, 2023       | Lyon, Orlando Pride, Tottenham Hotspur, San Diego Wave |
| 4        | Marta              | 5          | 2016, 2017, 2019, 2021, 2024             | Rosengård, Orlando Pride                               |
| 5        | Nilla Fischer      | 3          | 2016, 2017, 2019                         | VfL Wolfsburg, Linköpings                              |
| 5        | Carli Lloyd        | 3          | 2015, 2016, 2021                         | Houston Dash, NJ/NY Gotham FC                          |
| 5        | Christiane Endler  | 3          | 2020, 2021, 2022                         | Paris Saint-Germain, Lyon                              |
| 5        | Keira Walsh        | 3          | 2022, 2023, 2024                         | Manchester City, Barcelona                             |
| 9        | Eugénie Le Sommer  | 2          | 2015, 2016                               | Lyon                                                   |
| 9        | Hope Solo          | 2          | 2015, 2016                               | Seattle Reign                                          |
| 9        | Dzsenifer Marozsán | 2          | 2016, 2017                               | Frankfurt, Lyon                                        |
| 9        | Julie Ertz         | 2          | 2015, 2019                               | Chicago Red Stars                                      |
| 9        | Amandine Henry     | 2          | 2015, 2019                               | Lyon                                                   |
| 9        | Pernille Harder    | 2          | 2017, 2020                               | VfL Wolfsburg, Chelsea                                 |
| 9        | Megan Rapinoe      | 2          | 2019, 2020                               | Seattle Reign/OL Reign                                 |
| 9        | Barbara Bonansea   | 2          | 2020, 2021                               | Juventus                                               |
| 9        | Millie Bright      | 2          | 2020, 2021                               | Chelsea                                                |
| 9        | Vivianne Miedema   | 2          | 2020, 2021                               | Arsenal                                                |
| 9        | Sam Kerr           | 2          | 2022, 2023                               | Chelsea                                                |
| 9        | Aitana Bonmatí     | 2          | 2023, 2024                               | Barcelona                                              |
| 9        | Alexia Putellas    | 2          | 2022, 2024                               | Barcelona                                              |
| 9        | Mary Earps         | 2          | 2023, 2024                               | Manchester United, PSG                                 |
| 9        | Lauren James       | 2          | 2023, 2024                               | Chelsea                                                |
| 9        | Alex Greenwood     | 2          | 2023, 2024                               | Manchester City                                        |

#### Presencias por club
Las futbolistas marcadas en itálica han tenido presencias en el FIFPRO World 11 Femenino con diferentes clubes. Las apariciones están separadas por club.
| Posición | Club                       | Presencias | Jugadoras (presencias) |
| -------- | -------------------------- | ---------- | --- |
| 1        | Lyon                       | 23         | Renard (7), Bronze (3), Endler (3), Le Sommer (2), Henry (2), Marozsán (2), Hegerberg (1), Morgan (1), Abily (1), Cascarino (1) |
| 2        | Barcelona                  | 12         | Bronze (3), Walsh (3), Bonmatí (2), Putellas (2), León (1), Martens (1)                                                         |
| 3        | Orlando Pride              | 11         | Morgan (5), Marta (4), Krieger (1), Banda (1)                                                                                   |
| 4        | Chelsea                    | 10         | Bright (2), Kerr (2), James (2), Lindahl (1), Harder (1), Eriksson (1), Bronze (1)                                              |
| 5        | Manchester City            | 7          | Bronze (4), Greenwood (2), Walsh (1)                                                                                            |
| 6        | Arsenal                    | 6          | Miedema (2), Van Veenendaal (1), Mead (1), Williamson (1), Russo (1)                                                            |
| 6        | VfL Wolfsburg              | 6          | Fischer (3), Harder (2), Oberdorf (1)                                                                                           |
| 8        | Manchester United          | 5          | Earps (2), Heath (1), Russo (1), Toone (1)                                                                                      |
| 8        | Paris Saint-Germain        | 5          | Endler (2), Mittag (1), Paredes (1), Earps (1)                                                                                  |
| 10       | Seattle Reign/OL Reign     | 4          | Solo (2), Rapinoe (2) |
| 11       | Houston Dash               | 3          | Lloyd (2), Klingenberg (1) |
| 11       | Rosengård                  | 3          | Mittag (1), Marta (1), Martens (1)                                                                                              |
| 11       | San Diego Wave FC          | 3          | Morgan (3) |
| 11       | Real Madrid                | 3          | Carmona (2), Caicedo (1) |
| 15       | Atlético Madrid            | 2          | Van Veenendaal (1), Banini (1)                                                                                                  |
| 15       | Chicago Red Stars          | 2          | Ertz (2) |
| 15       | Frankfurt                  | 2          | Šašić (1), Marozsán (1) |
| 15       | Juventus                   | 2          | Bonansea (2) |
| 15       | Utah Royals                | 2          | O'Hara (1), Boquete (1) |
| 20       | Bayern Munich              | 1          | Maier (1) |
| 20       | Levante                    | 1          | Banini (1) |
| 20       | Linköpings                 | 1          | Fischer (1) |
| 20       | NJ/NY Gotham FC            | 1          | Lloyd (1) |
| 20       | Okayama Yunogo Belle       | 1          | Miyama (1) |
| 20       | Portland Thorns            | 1          | Heath (1) |
| 20       | Shanghái Shengli           | 1          | Banda (1) |
| 20       | Tottenham Hotspur          | 1          | Morgan (1) |
| 20       | Washington Spirit          | 1          | Lavelle (1) |
| 20       | West Virginia Mountaineers | 1          | Buchanan (1) |

#### Presencias por nacionalidad
| Posición | País           | Presencias | Futbolistas (presencias)                                                                                                 |
| -------- | -------------- | ---------- | --- |
| 1        | Inglaterra     | 22         | Bronze (7), Walsh (3), Bright (2), Earps (2), Greenwood (2), James (2), Mead (1), Russo (1), Toone (1), Williamson (1)   |
| 2        | Estados Unidos | 20         | Morgan (6), Lloyd (3), Solo (2), Ertz (2), Rapinoe (2), Klingenberg (1), Krieger (1), O'Hara (1), Lavelle (1), Heath (1) |
| 3        | Francia        | 13         | Renard (7), Le Sommer (2), Henry (2), Abily (1), Cascarino (1)                                                           |
| 4        | España         | 9          | Bonmatí (2), Putellas (2), Carmona (2), Boquete (1), León (1), Paredes (1)                                               |
| 5        | Alemania       | 6          | Marozsán (2), Maier (1), Mittag (1), Šašić (1), Oberdorf (1)                                                             |
| 6        | Brasil         | 5          | Marta (5) |
| 6        | Suecia         | 5          | Fischer (3), Lindahl (1), Eriksson (1)                                                                                   |
| 8        | Países Bajos   | 4          | Miedema (2), Martens (1), Van Veenendaal (1)                                                                             |
| 9        | Chile          | 3          | Endler (3) |
| 10       | Australia      | 2          | Kerr (2) |
| 10       | Dinamarca      | 2          | Harder (2) |
| 10       | Italia         | 2          | Bonansea (2) |
| 13       | Argentina      | 1          | Banini (1) |
| 13       | Canadá         | 1          | Buchanan (1) |
| 13       | Colombia       | 1          | Caicedo (1) |
| 13       | Japón          | 1          | Miyama (1) |
| 13       | Noruega        | 1          | Hegerberg (1) |
| 13       | Zambia         | 1          | Banda (1) |

#### Presencias por región
| Posición | Región                      | Presencias | Países (presencias) |
| -------- | --------------------------- | ---------- | --- |
| 1        | Europa                      | 64         | Inglaterra (22), Francia (13), España (9), Alemania (6), Suecia (5), Países Bajos (4), Dinamarca (2), Italia (2), Noruega (1) |
| 2        | América del Norte y Central | 21         | Estados Unidos (20), Canadá (1)                                                                                               |
| 3        | Sudamérica                  | 10         | Brasil (5), Chile (3), Argentina (1), Colombia (1)                                                                            |
| 4        | Asia                        | 3          | Australia (2), Japón (1) |
| 5        | África                      | 1          | Zambia (1) |

### Jugador del Año de FIFPRO (2005–2008)
| Año  | Jugador           | Club              |
| ---- | ----------------- | ----------------- |
| 2005 | Ronaldinho        | Barcelona         |
| 2006 | Ronaldinho        | Barcelona         |
| 2007 | Kaká              | Milan             |
| 2008 | Cristiano Ronaldo | Manchester United |

FIFPRO entregó este premio entre 2005 y 2008. En 2009 se fusionó con el Jugador del Año de la FIFA, sucedido en 2010 por el Balón de Oro de la FIFA y luego, en 2016, por el Premio The Best al Jugador del Año de la FIFA.

### Jugador Joven del Año de FIFPRO (2005–2008)
| Año  | Jugador      | Club              |
| ---- | ------------ | ----------------- |
| 2005 | Wayne Rooney | Manchester United |
| 2006 | Lionel Messi | Barcelona         |
| 2007 | Lionel Messi | Barcelona         |
| 2008 | Lionel Messi | Barcelona         |

FIFPRO entregó este premio entre 2005 y 2008. Luego fue discontinuado. (Jugadores nacidos después de 1985)